# Mind Bomb
Mind Bomb è il terzo album in studio del gruppo musicale inglese The The, pubblicato nel 1989. Al disco partecipano l'ex chitarrista degli Smiths Johnny Marr (che firma "Gravitate to Me" insieme a Matt Johnson) e Sinéad O'Connor (che canta nel brano "Kingdom of Rain").
L'album debuttò alla posizione numero 4 nella UK Album Chart (miglior risultato in carriera per il gruppo) e il singolo "The Beat(en) Generation" raggiunse la posizione numero 18.

## Tracce
1. Good Morning, Beautiful – 7:28
2. Armageddon Days Are Here (Again) – 5:40
3. The Violence of Truth – 5:40
4. Kingdom of Rain – 5:51
5. The Beat(en) Generation – 3:04
6. August & September – 5:45
7. Gravitate to Me – 8:09
8. Beyond Love – 4:22